# Оборотний тупик
Оборóтний тупи́к — частина станції метрополітену, легкорейкового транспорту або трамвая, який призначений для обороту рухомого складу. 

## Оборотний тупик в метрополітені
У метрополітені оборотний тупик — частина зонної або кінцевої станції метрополітену: зазвичай одна або дві станційні колії (пронумеровані відповідно 3 та 4 колії), які розташовані за станцією між головними коліями і призначені для обороту та нічного відстою составів. В оборотних тупиках також знаходяться пункти технічного обслуговування (ПТО).

## Будова тупика
Найчастіше зустрічаються 3- або 6-стрілочні оборотні тупики. 3-стрілочні оборотні тупики складаються з однієї колії, 6-стрілочні — з двох, при цьому між ними влаштований перехресний з'їзд.
Існує різновид 3-стрілочних оборотних тупиків, в яких одна з головних колій з'єднується з тупиком перехресним з'їздом, що знаходиться в двоколійному тунелі.

## Оборот составів
На кінцевій станції машиніст через внутрішню частину складу переходить в задню кабіну потяга. Устаткування задньої кабіни, яка тепер стає передньою, включається лише після того, як перший машиніст відключив обладнання передньої і передав управління другому машиністу, який буде з цього моменту управляти потягом. Якщо в маневрі буде задіяний один чоловік, то ця операція займе багато часу. 
Зазвичай і найчастіше, коли інтервали руху маленькі, потрібна допомога ще двох машиністів. З цією метою залучаються «маневрові» машиністи. Машиністи спочатку на платформі сідають у потяг, один в передню кабіну, інший — в задню. Перший машиніст заводить потяг в оборотний тупик, а другий — виводить з нього. Основний машиніст в цей час йде приймати «розгорнутий» потяг, пішки перетинаючи платформу на кінцевій станції метрополітену. Таким чином одній людині не доводиться переходити через увесь состав потяга, що значно економить час.

## Галерея

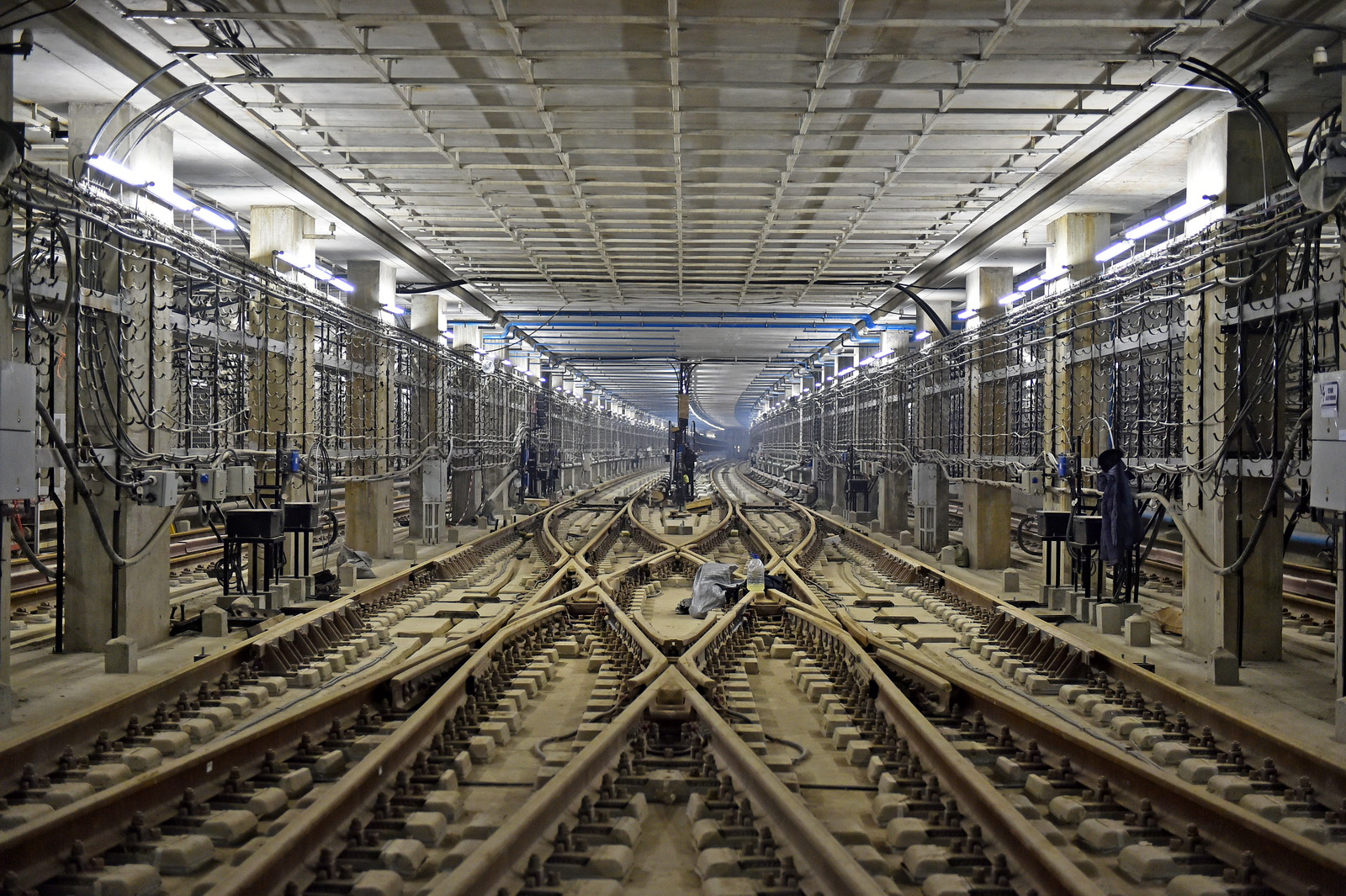
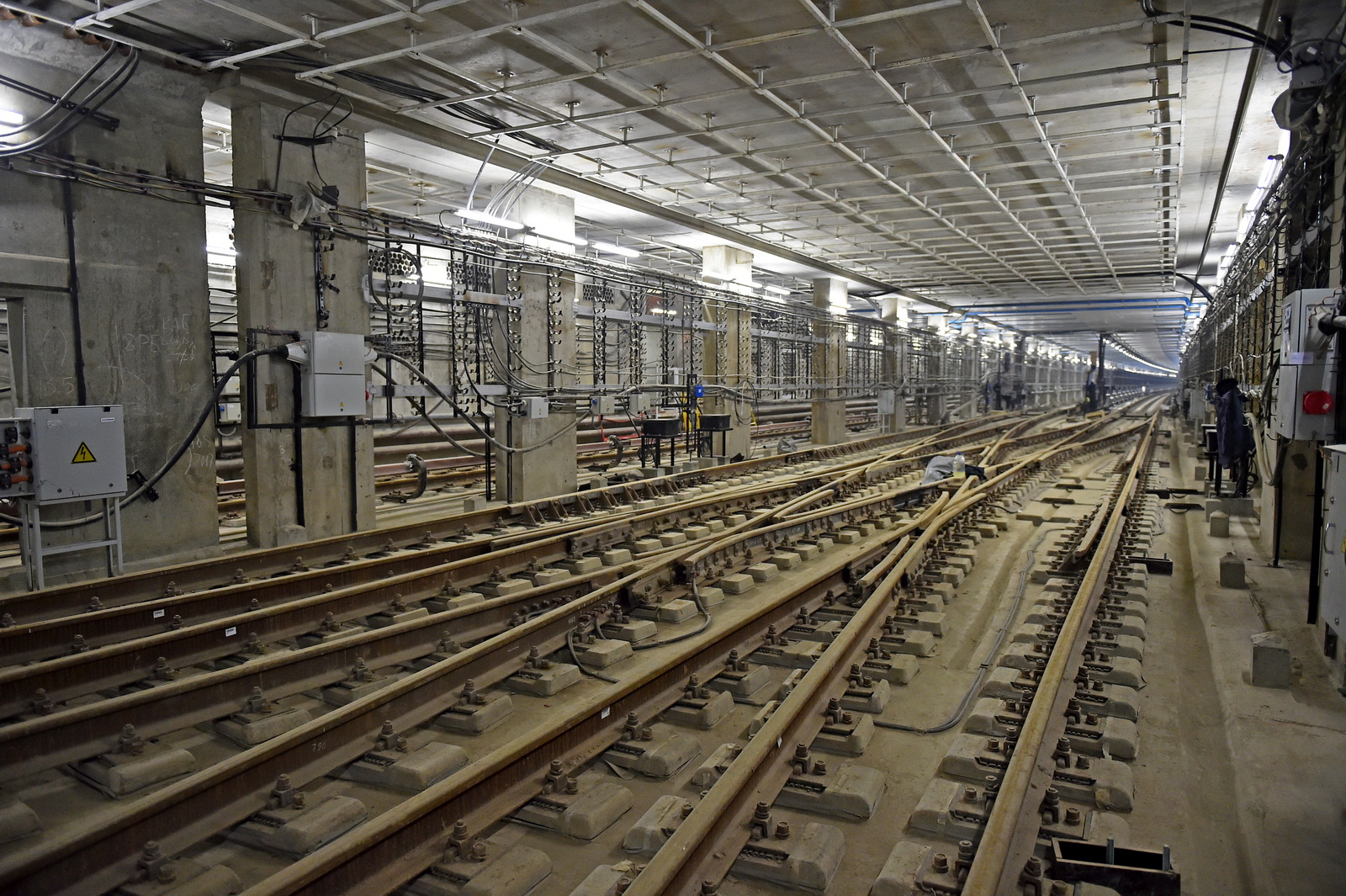
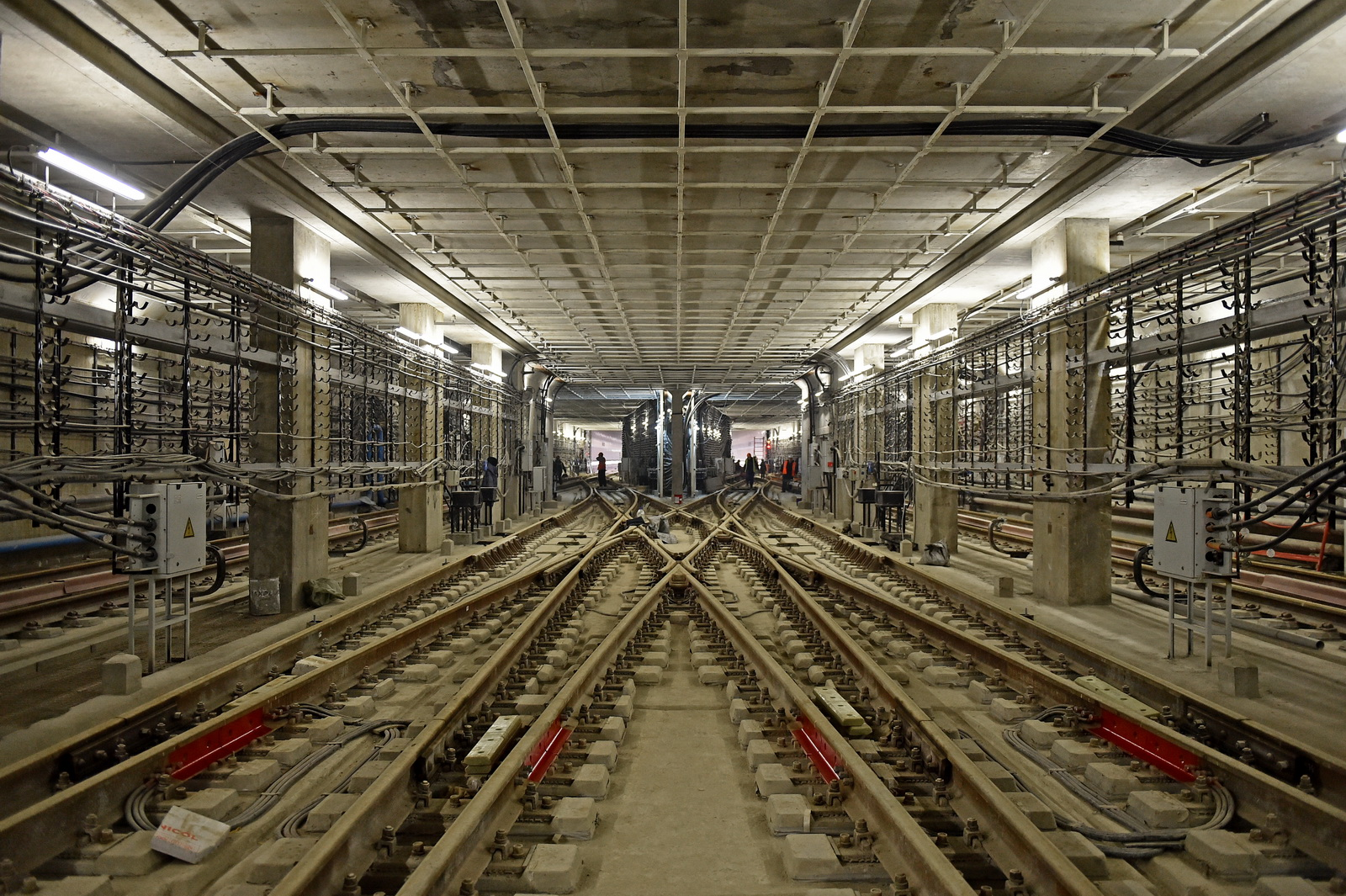
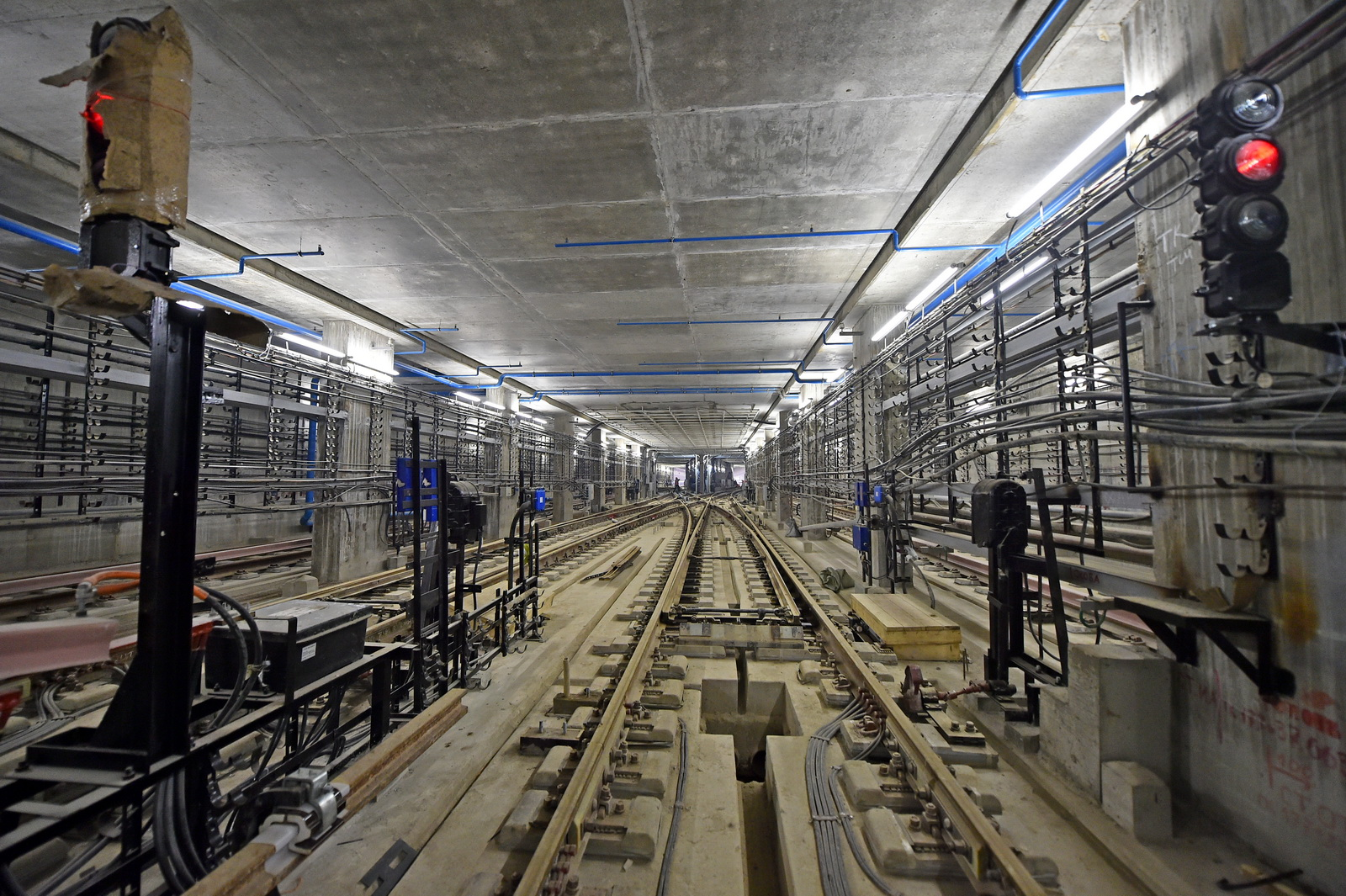
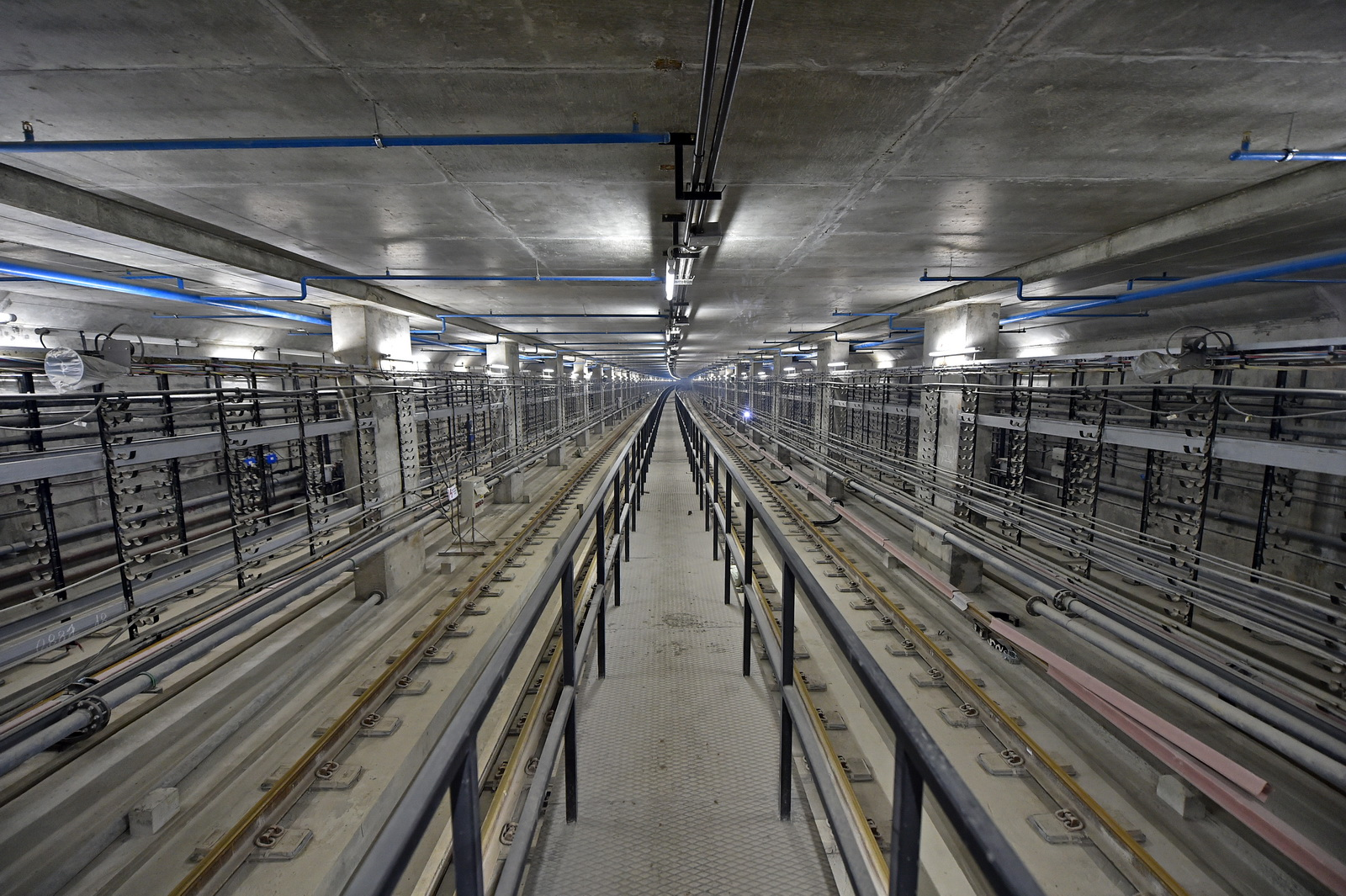